# Вајлар
Вајлар (њем. Weilar) општина је у њемачкој савезној држави Тирингија. Једно је од 61 општинског средишта округа Вартбург. Према процјени из 2010. у општини је живјело 880 становника. Посједује регионалну шифру (AGS) 16063084.

## Географски и демографски подаци
Вајлар се налази у савезној држави Тирингија у округу Вартбург. Општина се налази на надморској висини од 318 метара. Површина општине износи 14,3 km². У самом мјесту је, према процјени из 2010. године, живјело 880 становника. Просјечна густина становништва износи 62 становника/km².

## Међународна сарадња
| Мјесто   | Држава   | Врста сарадње | Од    |
| -------- | -------- | ------------- | ----- |
| Кишкевош | Мађарска | партнерство   | 2003. |
| Извор    |          |               |       |